# Babí lom (rozhledna)
Babí lom je rozhledna nacházející se na stejnojmenném skalnatém hřebenu nad obcí Lelekovice v okrese Brno-venkov.

## Historie
Skalnatý hřbet Babího lomu je oblíbeným výletním místem již od 19. století. Původně zde stály dva dřevěné vyhlídkové můstky s chatkou a vedla sem značená turistická trasa. Dřevěnou rozhlednu časem nahradila kamenná stavba, ta však byla zbourána za druhé světové války. V letech 1959–1961 vybudovali turisté ze Sokola v Lelekovicích novou rozhlednu, ke slavnostnímu otevření došlo 15. května 1961. Náklady na stavbu činily 160 000 Kčs.
V letech 2021–2022 byla provedena celková rekonstrukce rozhledny.

## Popis
Současná rozhledna je 15 metrů vysoká betonová válcová věž s železným ochozem. Autorem je brněnský architekt Mojmír Korvas. Za optimálních povětrnostních podmínek jsou z kruhového ochozu vidět okolní sídla Vranov, Lelekovice, Kuřim, a Brno (včetně hradu Špilberk), dále Drahanská vrchovina, Žďárské vrchy a Českomoravská vrchovina, Ždánický les a Chřiby, Pálava, vysílač Kojál, Jaderná elektrárna Dukovany a za nejjasnějšího počasí i vrcholky Alp. Na rozhlednu je celoročně volný přístup.